# 파냉 커리
파냉(태국어: พะแนง) 또는 파냉 커리(태국어: แกงพะแนง 깽 파냉[*])는 땅콩을 넣어 고소하고 달콤한 태국식 커리이다.

## 사진 갤러리

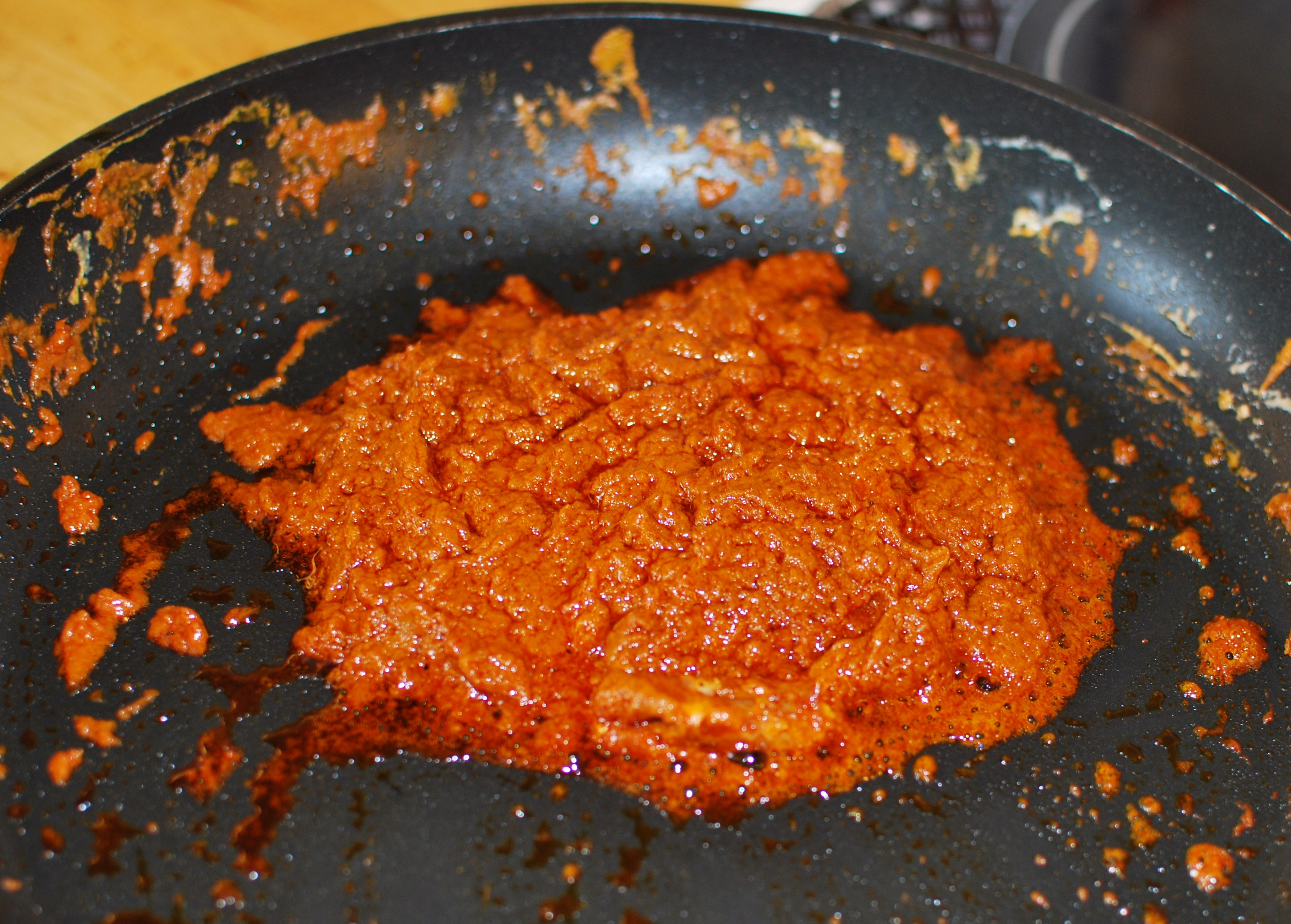
코코넛크림에 볶은 파냉 커리 페이스트

## 같이 보기
- 그린 커리
- 레드 커리
- 옐로 커리
- 맛사만 커리